# Válvula globo
A válvula globo (Inglês: globe valve) é um dispositivo mecânico utilizado para regulagem de vazão em tubulações.
Seu mecanismo consiste de um disco móvel e um anel fixo em um corpo geralmente esférico.
A Válvula Globo de Pistão é um equipamento que possui um extraordinário sistema de vedação. Não utiliza gaxeta e sim aneis de vedação e um pistão de aço inoxidável. A grande superfície em contato com os aneis favorece a estanqueidade na vedação. A área de vedação não fica diretamente exposta ao meio, portanto falhas resultantes do processo de erosão não acontecem. Quando a válvula é fechada, o pistão simultaneamente empurra qualquer impureza que possa estar presente no fluido para fora da área de vedação. Assim, fluidos fibrosos ou contaminados são também confiavelmente vedados.

## Galeria de imagens

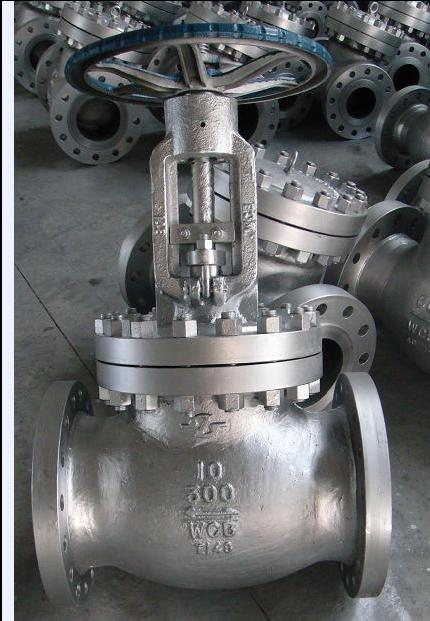
Válvula de aço inoxidavel para operação criogênica
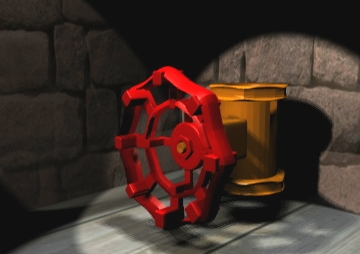

- Válvula de aço carbono